# Heping, Chaoyang
Heping (kinesiska: 和平) är en köping i sydöstra Kina. Den ligger i stadsdistriktet Chaoyang i staden Shantou i provinsen Guangdong, omkring 330 kilometer öster om provinshuvudstaden Guangzhou. Antalet invånare är 183 475. Befolkningen består av 89 882 kvinnor och 93 593 män. Barn under 15 år utgör 25,0 %, vuxna 15-64 år 69 %, och äldre över 65 år 5,0 %.